# كرايغ جونسون (لاعب هوكي جليد)
كرايغ جونسون (بالإنجليزية: Craig Johnson)‏ هو لاعب هوكي جليد أمريكي، ولد في 18 مارس 1972 في سانت بول في الولايات المتحدة.

## وصلات خارجية
- كرايغ جونسون على موقع دوري الهوكي الوطني (الإنجليزية)
- كرايغ جونسون على موقع قاعة مشاهير الهوكي (لاعب أن.إتش.أل) (الإنجليزية)
- كرايغ جونسون على موقع EliteProspects.com (الإنجليزية)
- كرايغ جونسون على موقع Eurohockey.com (الإنجليزية)
- كرايغ جونسون على موقع HockeyDB.com (الإنجليزية)
- كرايغ جونسون على موقع Hockey-Reference.com (الإنجليزية)
- كرايغ جونسون على موقع أوليمبيديا (الإنجليزية)